# A Little Sound
Abigail Kate Morgan, conocida profesionalmente como A Little Sound, es una música de drum and bass y tikToker británica. Ganó el premio a Mejor Vocalista en los Drum&BassArena Awards 2022. Es miembro de Loud LDN.

## Vida y carrera

### Primeros años y lanzamientos
Abigail Kate Morgan creció en Taunton. Pasó un año estudiando en una universidad en Chichester antes de mudarse a Bristol para estudiar en el Instituto Británico e Irlandés de Música Moderna  de la ciudad. Comenzó a escribir canciones cuando tenía diez años, y subió versiones de canciones acústicas y country populares a su canal de YouTube «A Little Sound» cuando tenía once, que luego comenzó a anotar con drum and bass después de encontrar que las pistas no atraían visitas. Una versión, de «Reality» de Lost Frequencies, atrajo 100.000 visitas, lo que atrajo la atención de Kanine; Morgan aparecería en dos grabaciones de ellos, «Face Away» el 25 de octubre de 2019 y «Back In Time» el 21 de febrero de 2020.
El 28 de febrero de 2020, apareció en «Fallen» de Gray; ella y Gray volverían a trabajar juntos en «Memories» del 4 de noviembre de 2022. El 3 de junio de 2020, apareció en «Lakota» de Technimatic, que escribió sobre conocer a su novio en Lakota, y grabó justo antes del confinamiento por la pandemia de COVID-19 en el Reino Unido de marzo de 2020. La canción ha sido reproducida más de 5.000.000 de veces. El 5 de agosto de 2022 apareció en su «Confide»; llamó su atención después de que vieron su versión de «Parallel». El 17 de agosto de 2020, ella, DJ Gaw y Selecta J-Man lanzaron «Rum & Lime»; ella y DJ Gaw luego lanzarían «Feels Wrong» el 20 de agosto de 2021, y el 6 de enero de 2023, ella e Inja aparecieron en «Hold Your Rhythm» de Mandidextrous y Selecta J-Man, de la ceremonia de clausura de «Chapter One: The Gathering» de Boomtown.

### Lanzamientos posteriores
El 1 de septiembre de 2020 apareció en «Our Time» de Shapes. El 18 de noviembre de 2020, apareció en «Overload» de Annix; ella y Annix lanzarían más tarde «Kaleidoscope» el 22 de junio de 2021. El 27 de noviembre de 2020 apareció en «Moving Forward» de Levela. El 5 de marzo de 2021, ella y Sonic Rain lanzaron «Stuck in the Mindset», y el 28 de mayo de 2021, ella y Zero lanzaron «Sorry 4 Skanking». El 25 de junio de 2021, Paul T y Edward Oberon lanzaron «Wake Up» con A Little Sound, y el 20 de agosto de 2021 ella y Low:r lanzaron «Be There». El 7 de enero de 2022, ella y Vibe Chemistry aparecieron en un Allstars MIC, una serie quincenal de DnB Allstars; el 9 de junio de 2023 aparecería en el remix oficial de «Dancing is Healing» de Rudimental, Charlotte Plank y Vibe Chemistry.
El 4 de febrero de 2022, ella y Document One lanzaron «Back To Me», y el 22 de abril de 2022, ella y Kleu lanzaron «Something Bout U». El 9 de septiembre de 2022, apareció en «Weed & Wine (Relax, Rewind)» de Friction. El 1 de noviembre de 2022, lanzó su primer sencillo en solitario, «Breathe»; más tarde lanzaría «The Other Side» con Dr. Meaker el 4 de noviembre de 2022, y el EP A Little Sound el 4 de noviembre de 2022, que incluía «Memories», «Breathe» y «The Other Side», y que Lovethatbass.com describió como «una fuente de alegría pulida y cuidadosamente elaborada».

## Arte
Sus primeras referencias fueron Gabrielle Aplin, Red Hot Chili Peppers, Hannah Montana, The Prodigy y Gorillaz, aunque sus primeros videos de YouTube se inspiraron en Miley Cyrus. Conoció la drum and bass después de ver la actuación de Chase & Status, y decidió convertirse en vocalista de batería y bajo después de ver a Anne-Marie actuar con Rudimental en Boardmasters 2016. Mantiene una cuenta de TikTok, a la que sube contenido con poca relevancia para su música. Ella, Piri, Venbee, Charlotte Plank y Willow Kayne son miembros de Loud LDN.